# Disruptive Pattern Material

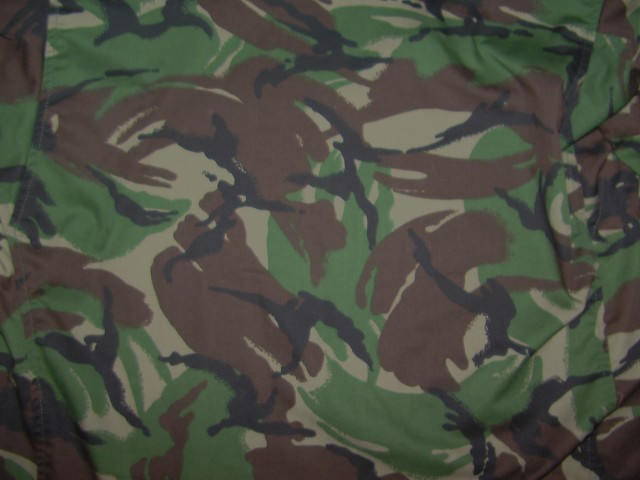
Kamuflaż DPM w wersji Soldier 95

Disruptive Pattern Material (DPM) – podstawowy materiał z którego szyte są mundury British Army. Bardzo często mianem DPM nazywa się też podstawowy kamuflaż brytyjskiej armii. Od roku 2010 kamuflaż DPM stopniowo jest zastępowany przez  Multi-Terrain Pattern (MTP). Kamuflaż DPM wykonywany jest w dwóch wariantach: leśny i pustynny (tzw. Desert DPM).

## Historia

### Kurtka Denisona

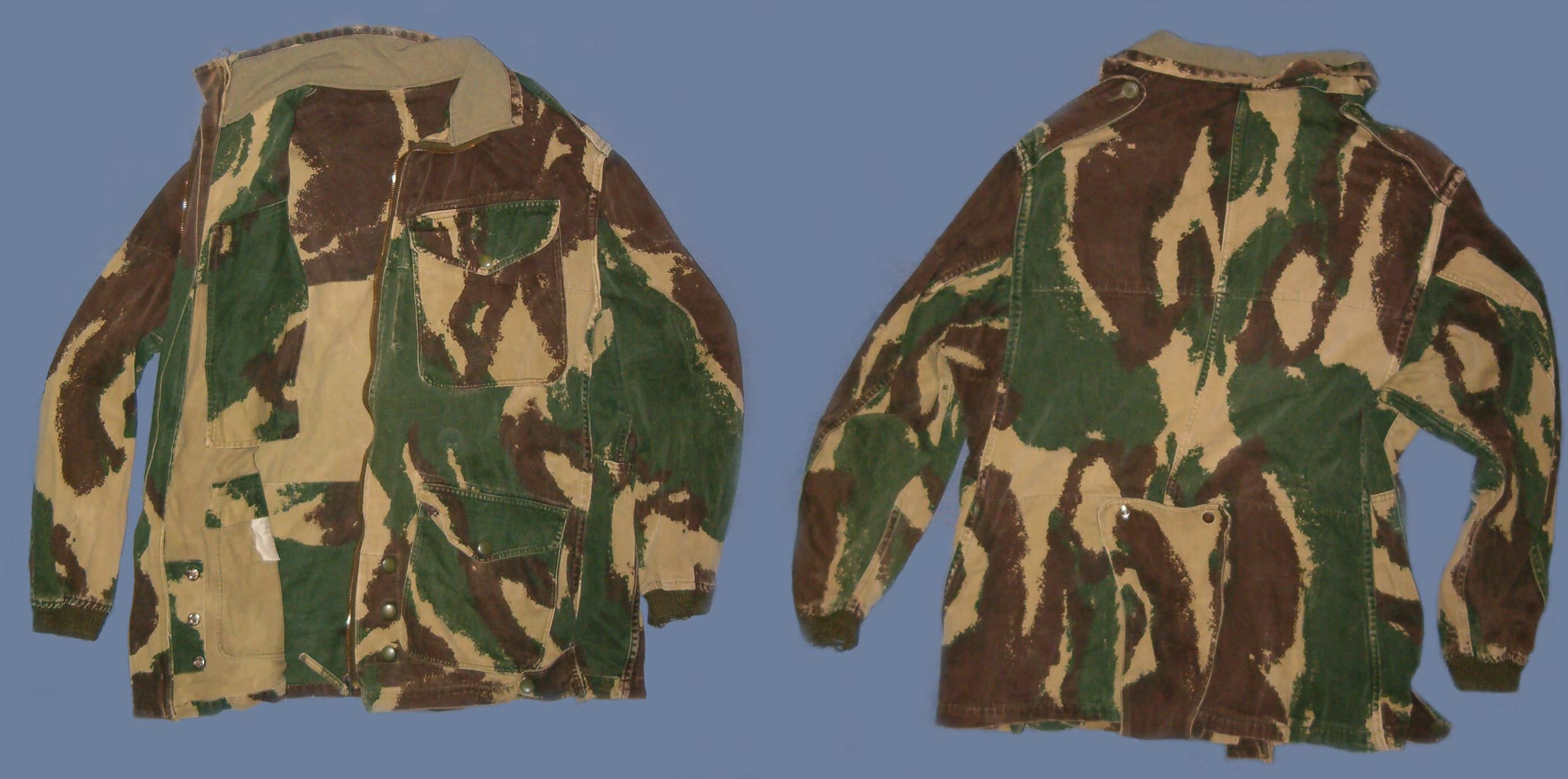
Kurtka Denisona w kamuflażu 59 Pattern

Pierwsze wzory maskujące Brytyjczycy zastosowali w tzw. kurtkach Denisona wprowadzonych w roku 1942. Wykonywana była z zielonej bawełny, na którą nanoszono nieregularne plamy w kolorze brązowym i ciemnozielonym. Kurtka była przeznaczona tylko dla specjalistycznych formacji (np. spadochroniarze), normalnym kolorem maskującym armii pozostał oliwkowy, aż do wprowadzenia mundurów 60 Pattern. Wzór kamuflażu umieszczanego na kurtkach Denisona nosił miano 44 Pattern i 59 Pattern (wersje powojenne).

## Rodzaje i wzory

### 60 Pattern i 68 Pattern
W roku 1961 w związku z likwidacją obowiązkowej służby wojskowej w Wielkiej Brytanii wprowadzono nowy typ munduru - 60 Pattern. Zastąpił on 37 Pattern (Battle Dress) i nieco unowocześnioną wersję 49 Pattern. 60 Pattern był produkowany dalej w oliwce lecz powstały wersję w kamuflażu DPM (Kamuflaż składał się z plam w 4 następujących kolorach: black, dark brown, mid-green oraz dark sand), których jednak masowo nie wprowadzono. Kamuflaż pojawił się na dużą skalę wraz z wprowadzeniem munduru 68 Pattern. Była to nieznaczna modyfikacja 60 Pattern z tą różnicą, że występowała już w całości w kamuflażu. Był on jednak nieco inny niż ten w 60 Pattern - na obrzeżach plam posiadał ciemne, szerokie krawędzie (brzegi) oraz charakterystyczne kropki.

### 84 Pattern, 94 Pattern i Combat Soldier 95
Po wojnie falklandzkiej wprowadzono mundur 84 Pattern. Wzór kamuflażu  ma nieco inny kształt plam i ciemniejsze kolory. Później pojawił się także prototypowy 94 Pattern - kamuflaż ma nieco inne kolory (bardziej żółte), a plamy są nieco mniejsze. Wzór w systemie umundurowania Combat Soldier 95 jest niemal identyczny jak ten w 68 Pattern.
Powstały dwie modernizacje systemu Soldier 95, przy czym nie ominęły one kamuflażu. S2000 - przyciemniono koloru kamuflażu i S2005 - jeszcze bardziej przyciemniono kamuflaż.

### Tropical Pattern
Wzór kamuflażu bazujący na 68 Pattern - jedyna różnica to jaśniejsze i żywsze kolory kamuflażu, które lepiej kamuflowały na terenach silnie zalesionych. W tym kamuflażu produkowano jedynie koszule i spodnie

### Desert DPM

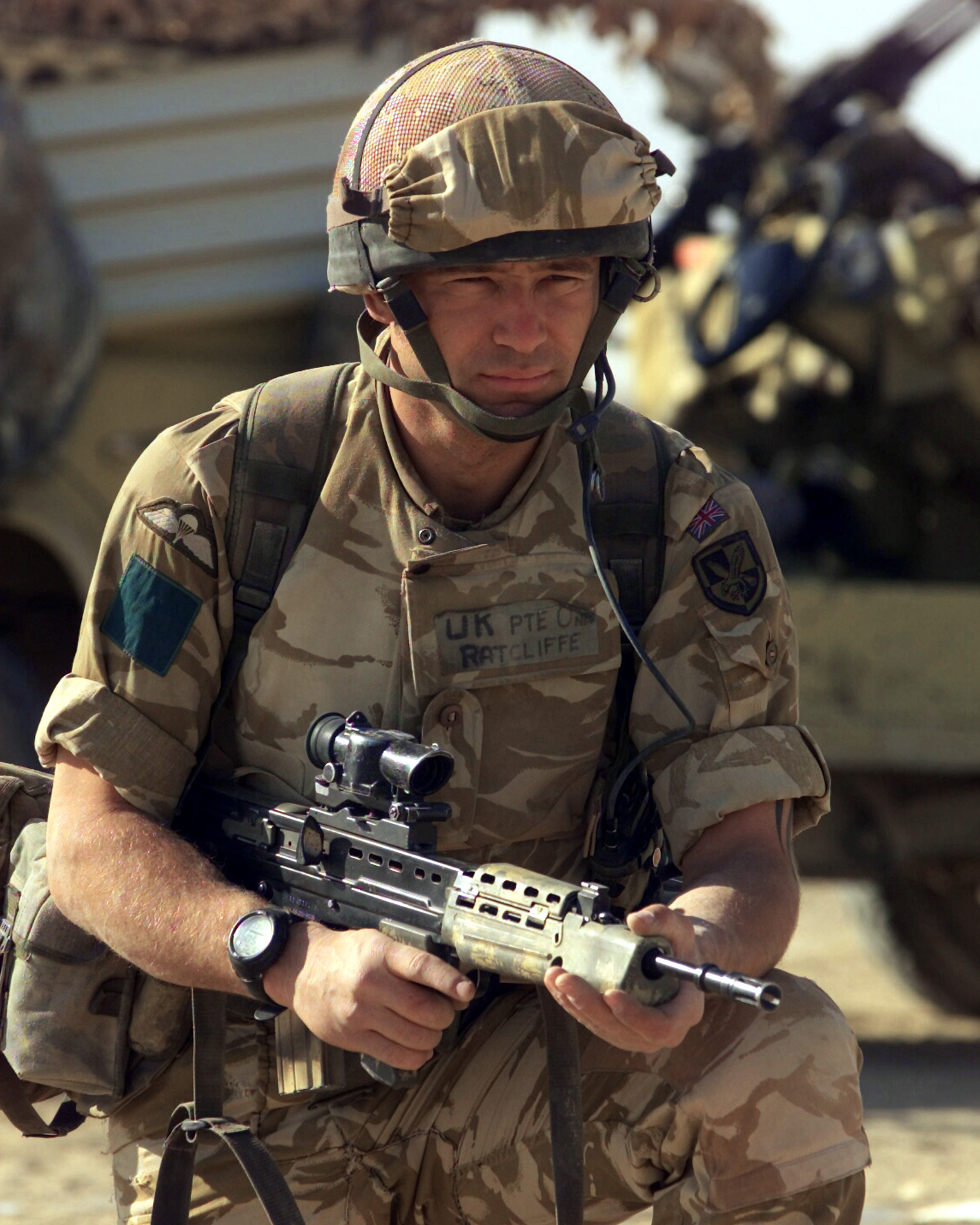
Brytyjski żołnierz w DDPM

Są dwie wersje kamuflażu pustynnego nazywanego Deset DPM (wersja 4 i 3 kolorowa). Wersję 3 kolorową wprowadzono na potrzeby I wojny w zatoce. Zrezygnowano wtedy z wersji 4 kolorowej z uwagi na wcześniejszą sprzedaż znacznej ilości mundurów w tym kamuflażu Armii Irackiej. Wersja 3 kolorowa różniła się tylko usunięciem jednego koloru. Tę wersję stosuje się z powodzeniem do dzisiejszego dnia.

### Hybrid DPM
Ta odmiana powstała na przełomie 2008/2009 roku. Nowo powstały kamuflaż miał się lepiej spisywać w krajach pustynnych, takich jak Irak czy Afganistan.
Kamuflaż ten miał za zadanie maskować nie tylko na ogromnych przestrzeniach otwartych Afganistanu, ale także w żyznej strefie wzdłuż rzeki Helmand, zwanej przez żołnierzy Green Zone. Kamuflaż się nie przyjął.

## DPM w innych armiach
Kamuflaż DPM można zauważyć także u innych państw: np. Arabia Saudyjska, Holandia, Pakistan, Portugalia oraz Nowa Zelandia.